# Віртуальна подія
Віртуальна подія — це онлайн-подія, у якій люди взаємодіють у віртуальному середовищі в Інтернеті, а не зустрічаються у фізичному місці. Віртуальні події — це зазвичай багатосесійні онлайн-події, які часто містять вебінари та веб-трансляції. Вони дуже інтерактивні, часто прагнучі створити максимально подібний досвід до своїх фізичних аналогів.
Популярне використання віртуальних подій включає віртуальні виставки, віртуальні ярмарки вакансій, віртуальні конференції, віртуальні зустрічі з продажу, віртуальні дні відкритих дверей коледжу та віртуальні зібрання в масштабах усієї компанії. Їх очолює цілий ряд ключових зацікавлених сторін, включаючи асоціації, професійні організатори зустрічей, керівники компаній, менеджери з маркетингу, управління продуктами, персоналом тощо.
Віртуальні заходи широко проводилися через пандемію COVID-19, під час яких особисті зустрічі стикалися з обмеженнями, заборонами або проблемами здоров'я та безпеки.

## Типи
Віртуальна подія також може стосуватися аспектів події, які доводяться до відвідувачів через онлайн-досвід. Існує кілька типів віртуальних подій:

### Прямий ефір
Віртуальні події транслюються в прямому ефірі, оскільки вони відбуваються без затримок або попереднього запису, схоже на пряме телевізійне шоу.

### Глобальні «цілодобові» заходи
Під час пандемії COVID-19 зросла кількість так званих глобальних подій, які «фактично мандрують земною кулею» «за сонцем зі сходу на захід». Міжнародна асоціація конституційного права та університет Alma Mater Europaea організувала свій перший такий захід у липні 2020 року, назвавши його «унікальним цілодобовим і навколосвітнім» заходом, у якому взяли участь 52 спікери з 28 країн.

### За запитом
Події за запитом складаються із попередньо записаного вмісту, до якого особа може отримати доступ онлайн на власний розсуд. Вміст міг походити з попередньої події в прямому ефірі або вміст, можливо, був записаний спеціально для замовлення.

### Simulive
Simulive — це поєднання попередньо записаного вебінару та живої взаємодії (симуляція + живе = simulive). У simulive події всі аудіо-, відео та презентаційні матеріали попередньо записуються. Проте подія запланована та представлена для аудиторії в прямому ефірі у визначену дату та час.

## Походження та історія
Віртуальні заходи почали набувати все більшої популярності під час кризи кінця 2000-х років, оскільки вони пропонували економічно та екологічно ефективний спосіб зібрати тисячі відвідувачів на подію з усього світу. У деяких випадках традиційні фізичні події тепер пропонують паралельний віртуальний компонент — створення «гібридної події».
Віртуальні середовища стають все більш важливою частиною комплексу маркетингу. Для маркетологів віртуальні події можуть стати багатим джерелом маркетингових даних, оскільки діяльність кожного учасника можна відстежувати та оцінювати. Індекс віртуальної взаємодії — це змінна для вимірювання кількості та якості взаємодії учасників. Це дуже корисний інструмент для продавців, які знають якість потенційного клієнта, якого вони шукають, однак ще не всі постачальники пропонують цю функцію.
Віртуальні події можуть запропонувати учасникам кілька способів підключення та спілкування. Віртуальні стенди, форуми та визначені місця зустрічей дозволяють учасникам зв'язуватися з персоналом заходу, експонентами та спонсорами або іншими учасниками за допомогою онлайн-чату, відео та голосу. Учасники можуть використовувати свою соціальну мережу в рамках події, щоб створити групи за інтересами або знайти однодумців. Вони також можуть поділитися висновками зі своїми онлайн-спільнотами, що часто призводить до вірусної популярності події.
Одна з ключових відмінностей між віртуальними світами і віртуальними подіями полягає в тому, що віртуальний світ доступний як персистентне (вічне) середовище, навіть після того, як жива частина події закінчилася. Багато організаторів переходять від епізодичних заходів до безперервної віртуальної взаємодії зі своїми клієнтами та потенційними спільнотами (архів заходу). Це дозволяє відвідувачам повертатися до окремих частин заходу, щоб переглянути повну сесію, ознайомитися з контентом або зібрати додаткову інформацію. Зазвичай організатори віртуальних заходів дозволяють учасникам зберігати зібрану інформацію у віртуальному портфелі, який може містити маркетингові матеріали, а також контактну інформацію людей, з якими вони познайомилися, презентації, які вони відвідали, і зміст розмов, які вони вели.
Хоча компанії експериментували з віртуальними подіями з 1990-х років, їх використання різко зросло під час пандемії COVID-19, що призвело до скасування або зміни подій у прямому ефірі. Корпорації не лише впроваджують віртуальні заходи, але й події, які зазвичай відбуваються на місці з живою аудиторією, переходять у віртуальну площину.
З початком пандемії COVID-19 наукові асоціації поспішили перевести свої звичайні очні заходи у віртуальний формат, щоб поділитися всіма науковими дослідженнями, необхідними для боротьби з пандемією. Генетичне товариство Америки (GSA) досягло одного з перших успіхів, коли їм вдалося перетворити Конференцію союзників з генетики (TACC) (проводиться лише кожні чотири роки) на віртуальний захід у квітні 2020 року. Інший приклад стався 29 листопада 2020 року, коли вперше в історії відбувся віртуальний конкурс «Міс Земля 2020». Участь взяли вісімдесят чотири міжнародні делегати. Ці модифікації віртуальної реальності виявилися винахідливими і прибутковими для віртуальних корпоративних ведучих. Під час пандемії COVID-19 Національна асоціація спікерів виявила, що 14 % її членів заявили, що фасилітація стала їхнім головним джерелом доходу у 2020 році, порівняно з 3 % у 2016 році.